# BugiGangue no Espaço
BugiGangue no Espaço é um filme de animação digital brasileiro escrito e produzido por Ale McHaddo. O filme foi lançado em 23 de fevereiro de 2017. O longa tem origens no jogo Gustavinho em o Enigma da Esfinge, lançado em 1996 e do curta-metragem BugiGangue - Controle Terremoto, lançado em 2010.

## Sinopse
Enquanto Gustavinho, Fefa e os demais integrantes do clube Bugigangue estão preocupados com os trabalhos da escola, nem imaginam que em Althurbar um planeta localizado num ponto distante da galáxia, onde o vilão Gana Golber tomou o poder da Confederação dos Planetas, ameaçando diversos governadores intergalácticos, que foram mandados para a prisão. Expulsos da confederação, os Invas, 7 alienígenas atrapalhados e ingênuos, conseguem escapar ao cerco de Gana, mas na fuga seu disco voador é danificado e cai na Terra. Logo os Invas fazem amizade com as crianças do clube, consertam a nave e embarcam juntos numa aventura  para restaurar a paz do universo.

## Produção
Com roteiro originalmente escrito em 2005. A produção do filme começou em 2012 e terminou em 2016 com um orçamento de 5 milhões de reais, enquanto a maior parte do filme foi produzido no próprio estúdio de McHaddo em São Paulo, a renderização e composição ficaram no cargo do estúdio indiano Studio56 em Bangalor. O filme foi animado no Autodesk Maya e renderizado no Arnold, a dublagem foi originalmente gravada em inglês pela Audioworks em Nova Iorque.

A banda sonora foi composta por Alexandre Guerra e pela Orquestra Sinfónica de Budapeste. Mais tarde, foi assinado com a gravadora Tratore.